# Flacé-lès-Mâcon
Flacé-lès-Mâcon is een voormalige Franse gemeente in het departement Saône-et-Loire in de regio Bourgogne-Franche-Comté, die op 1 juli 1965 door fusie deel ging uitmaken van de gemeente Mâcon. Tegenwoordig is Flacé een residentiële wijk binnen de stad.

## Bezienswaardigheden
- Château du Grand Four met militair museum Le mémorial citoyen
- Begraafplaats: Cimetière de Flacé
- Arboretum

## Activiteiten
- Bekende ploeg damesvoetbal